# Lea Zanolli
Lea Zanolli (* 14. Februar 1899 in Belluno; † 7. Oktober 1995 in Zürich) war eine italienisch-schweizerische Kunsthandwerkerin, Plastikerin, Zeichnerin und Mosaizistin. Ihr Werk umfasst Plastiken, Malerei, Zeichnungen, Wandmalereien und Mosaike.

## Familiengeschichte
Lea Zanolli war eine Tochter des Wagners und Schmieds Enrico Zanolli (1870–1942) und der Damenschneiderin Antonietta, geborene Recati (1870–1935). Diese war politisch interessiert und mit Angelica Balabanoff sowie mit der Dichterin Ada Negri befreundet.
Bekannte ermutigten die Mutter von Lea Zanolli, in Zürich ein Atelier zu eröffnen. In der Folge emigrierte das Ehepaar zusammen mit ihren drei Töchtern Pia, Lea und Zoé 1905 von Belluno nach Zürich. Ein Jahr später kam der Sohn Ver zur Welt. Pia heiratete 1931 den italienischen Anarchisten und Dichter Bruno Misefari (1892–1936). Zoé (1902–1990) war als Schauspielerin tätig und heiratete 1929 den Ingenieur Werner Zschokke.
Der Vater arbeitete bis 1915 in einer Garage im Seefeld, danach im Familienunternehmen «Zanolli». Die Mutter fand rasch Anschluss in einer italienischen Laientheatergruppe, wo auch ihre Töchter u. a. 1910 in der Tonhalle Zürich auftraten. Später besuchte die Mutter Kurse in der «Semmler-Rinke-Schule» und entwarf in der Folge Kostüme, die sie in Zürich bekannt machten. Anfänglich fanden die Anproben und der Verkauf der Kleider und Kostüme in ihrer Wohnung an der Kirchgasse 21, später am Zeltweg 52 statt. Die drei Töchter traten zudem an Aufführungen in der Schule und in verschiedenen Schweizer Städten auf.
Die Schriftstellerin Maria Waser war eine frühe Förderin der Familie und ermöglichte ihr den Zugang zur gebildeten Zürcher Gesellschaft. 1923 wurden Atelier und Verkaufslokal in den Neu-Seidenhof an die Gerbergasse 5 verlegt, zugleich erhielt das Unternehmen von Zürcher Warenhäusern – etwa Jelmoli oder Grieder – grosse Aufträge für Stoffdrucke.
Ab 1930 lebte und arbeitete die Familie Zanolli-Recatti in einem Haus an der Neuackerstrasse 23 in Zollikon. In den frühen 30er-Jahren hatte das Familienunternehmen mit grossen wirtschaftlichen Schwierigkeiten zu kämpfen. In der Folge mussten sie 1939 die Firma auflösen und die Familie kehrte vorübergehend nach Italien zurück.

## Lea Zanolli

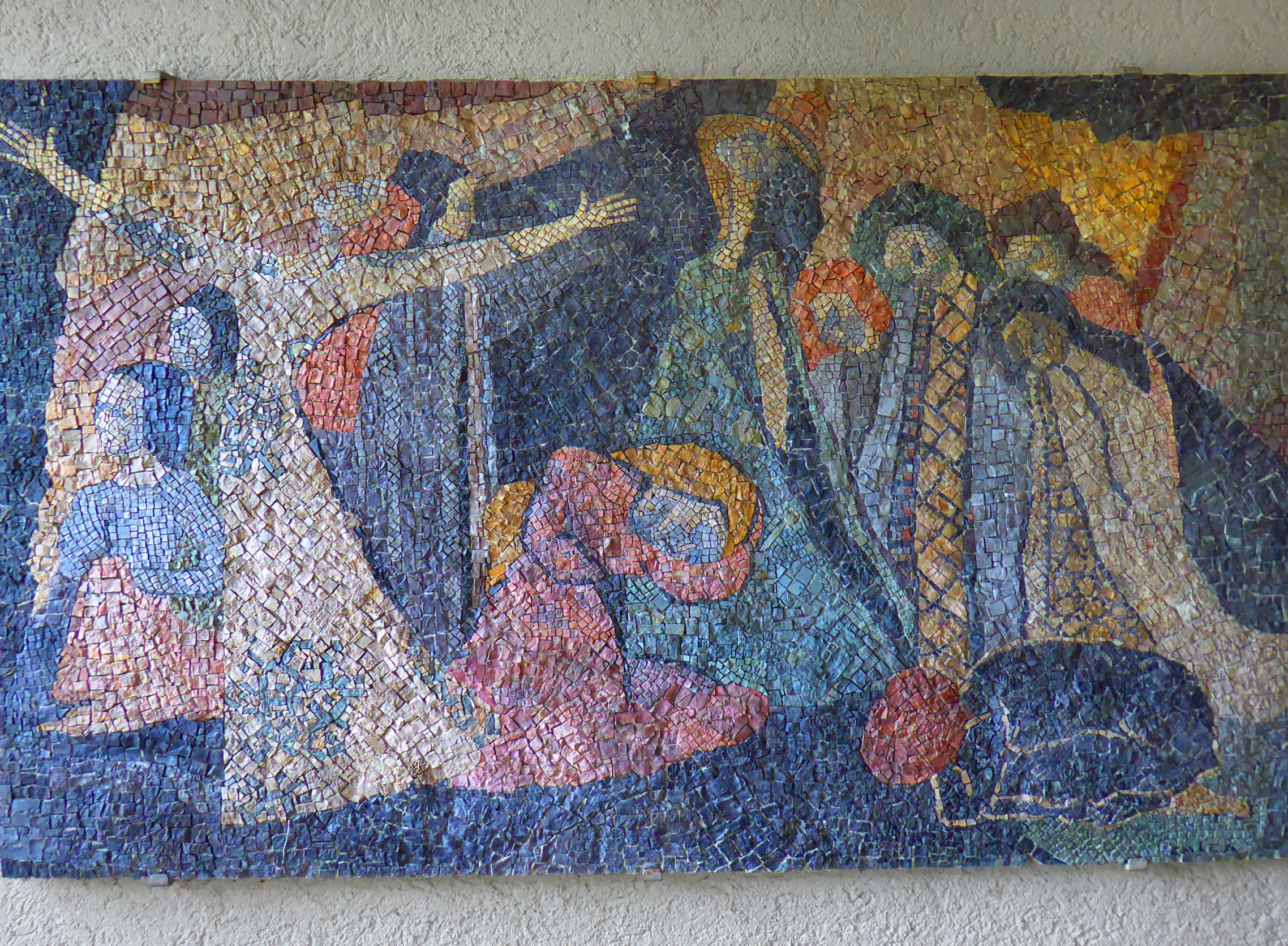
Mosaik, Friedhof Witikon

Lea Zanolli besuchte zusammen mit ihrer Schwester Pia verschiedene Kurse an der Kunstgewerbeschule Zürich, so Sticken bei Berta Baer, ornamentales Zeichnen bei Otto Morach und figürliches Zeichnen bei Ernst Georg Rüegg. Zunehmend brachte sie ihr kunsthandwerkliches und gestalterisches Können im Zanolli-Atelier ein. Damit trug sie wesentlich zur Entwicklung des Familienunternehmens bei. Das Spektrum der kunsthandwerklichen Erzeugnisse reichte von Kleidern über glasperlenbestickte Accessoires, Holz-, Filz- und Lederobjekte bis hin zu bedruckten Stoffen in unzähligen Designs.
1946 kehrte Lea Zanolli nach Zürich zurück und gab das Familienhaus mit ehemaligem Atelier in Zollikon auf. In der Folge konzentrierte sie sich auf Wandmosaike, die sie unter dem Pseudonym «Zalea» schuf. 1985 erhielt sie den Werkbeitrag der Esther-Matossi-Stiftung. Zanolli war Mitglied der Zürcher Sektion der Schweizerischen Gesellschaft Bildender Künstlerinnen (SGBK).

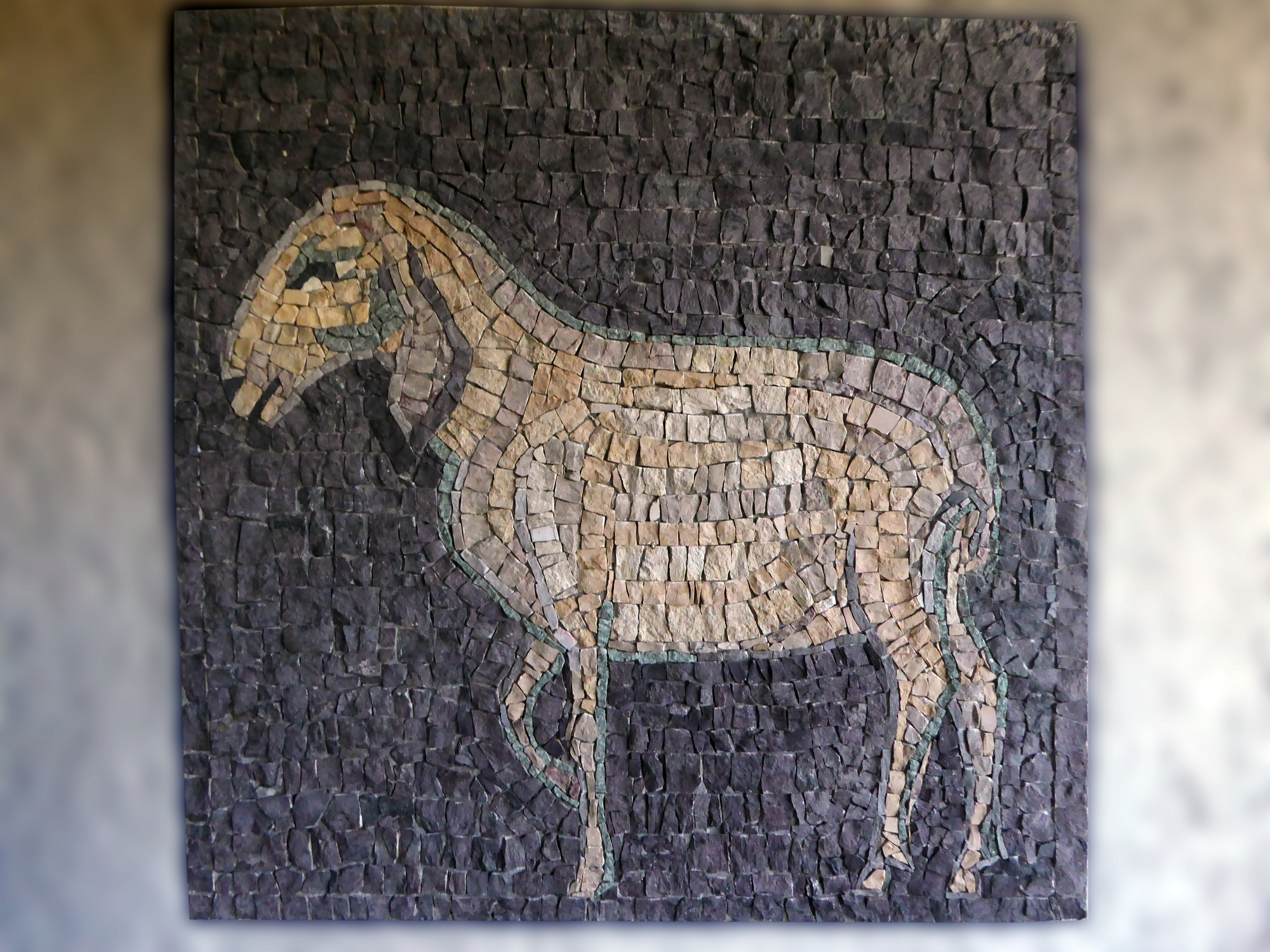
Mosaik, Friedhof Witikon

Der umfangreiche Schriftwechsel zwischen den Familienmitgliedern sowie die Fotodokumente werden seit 1999 dank der Vermittlung von Sarah Losego im Schweizerischen Sozialarchiv in Zürich aufbewahrt. Der Bestand wurde im November 2001 bearbeitet. Das Museum für Gestaltung Zürich stellt bis September 2022 Zanolli-Objekte aus und zeichnet deren Familiengeschichte nach.